# Турция на зимних Олимпийских играх 1984
Турция принимала участие в Зимних Олимпийских играх 1984 года в Сараево (Югославия) в восьмой раз за свою историю, пропустив Зимние Олимпийские игры 1980 года, но не завоевала ни одной медали.

## Состав сборной
Семь спортсменов (все — мужчины) соревновались в двух видах спорта: горных лыжах и лыжных гонках. Самым младшим участником сборной был 16-летний Якуп Кадри Биринджи, самым старшим — 22-летний Музаффер Сельчук.

## Результаты
Лучщим результатом сборной стало 27 место Якупа Кадри Биринджи в слаломе.

### Горнолыжный спорт
Соревнования у мужчин прошли на горе Игман: по гигантскому слалому — 14 февраля, по слалому — 19 февраля.
Мужчины
| Спортсмен               | Соревнование      | 1 спуск | 1 спуск | 2 спуск | 2 спуск | Результат | Результат |
| Спортсмен               | Соревнование      | Время   | Место   | Время   | Место   | Время     | Место     |
| ----------------------- | ----------------- | ------- | ------- | ------- | ------- | --------- | --------- |
| Эркан Мермут            | Гигантский слалом | 1:48,58 | 68      | 1:53,35 | 63      | 3:41,93   | 63        |
| Сабахаттин Хамамджиоглу | Гигантский слалом | 1:44,84 | 64      | 1:48,74 | 61      | 3:33,58   | 61        |
| Али Фуад Хашиль         | Гигантский слалом | 1:44,76 | 63      | 1:47,08 | 59      | 3:31,84   | 60        |
| Якуп Кадри Биринджи     | Гигантский слалом | 1:42,39 | 59      | 1:42,24 | 54      | 3:24,63   | 53        |
| Сабахаттин Хамамджиоглу | Слалом            | 1:14,56 | 56      | 1:08,79 | 33      | 2:23,35   | 37        |
| Али Фуад Хашиль         | Слалом            | 1:09,65 | 50      | 1:07,93 | 31      | 2:17,58   | 32        |
| Эркан Мермут            | Слалом            | 1:09,29 | 48      | 1:09,73 | 35      | 2:19,02   | 34        |
| Якуп Кадри Биринджи     | Слалом            | 1:07,53 | 44      | 1:06,33 | 28      | 2:13,86   | 27        |

### Лыжные гонки
Гонка у мужчин на 15 километров состоялась в понедельник 13 февраля в местечке Велико Поле под горой Игман.
| Дистанция | Спортсмен        | Результат      | Результат |
| Дистанция | Спортсмен        | Время          | Место     |
| --------- | ---------------- | -------------- | --------- |
| 15 км     | Музаффер Сельчук | не финишировал | —         |
| 15 км     | Эрхан Дурсун     | 53:40, 3       | 74        |
| 15 км     | Нихаттин Коджа   | 51:58,7        | 70        |